# 2e Algemene Begraafplaats Kovelswade
 2e Algemene Begraafplaats Kovelswade is een begraafplaats in Utrecht, gelegen aan de Koningsweg.
Omdat de Eerste Algemene Begraafplaats Soestbergen rond het jaar 1900 vol begon te raken, besloot men in 1901 Kovelswade aan te leggen. De naam Kovelswade is afkomstig van de naam die het gebied voordien had. Het ontwerp van de begraafplaats is afkomstig van gemeentearchitect F.J. Nieuwenhuis. Hij ontwierp onder meer het voorplein, het hekwerk, binnenplein en het lanenstelsel in de vorm van een kruis. Sinds 2001 is Kovelswade een rijksmonument.

## Graven met status van rijksmonument
Enkele voorbeelden:
- Grafmonument van Luit Blom
- Grafmonument van Johan Tehupeiory
- Grafmonument van Johanna van Woude

## Graven van bekende personen
- Anthonie Begeer (1856-1910), Nederlandse edelsmid
- Martinus Heikoop (1890-1944), predikant der Gereformeerde Gemeente Utrecht, omgekomen bij bombardement
- Eduard van Kuilenburg (1921-1960), beeldhouwer
- Feike Salverda (1946-1996), Nederlands onderzoeksjournalist
- Alie Smeding (1890-1938), Nederlands schrijfster
- Agatha Snellen (1862-1948), Nederlands schrijfster en pedagogisch vernieuwer[2]
- Johan Tehupeiory (1882-1908), arts en publicist in Nederlands-Indië
- Johanna van Woude (1853-1904), Nederlands schrijfster
- Familiegraf Fentener van Vlissingen
- Familiegraf Hamburger, Utrechtse fabrikanten
- Familiegraf Van der Rijst

## Afbeeldingen

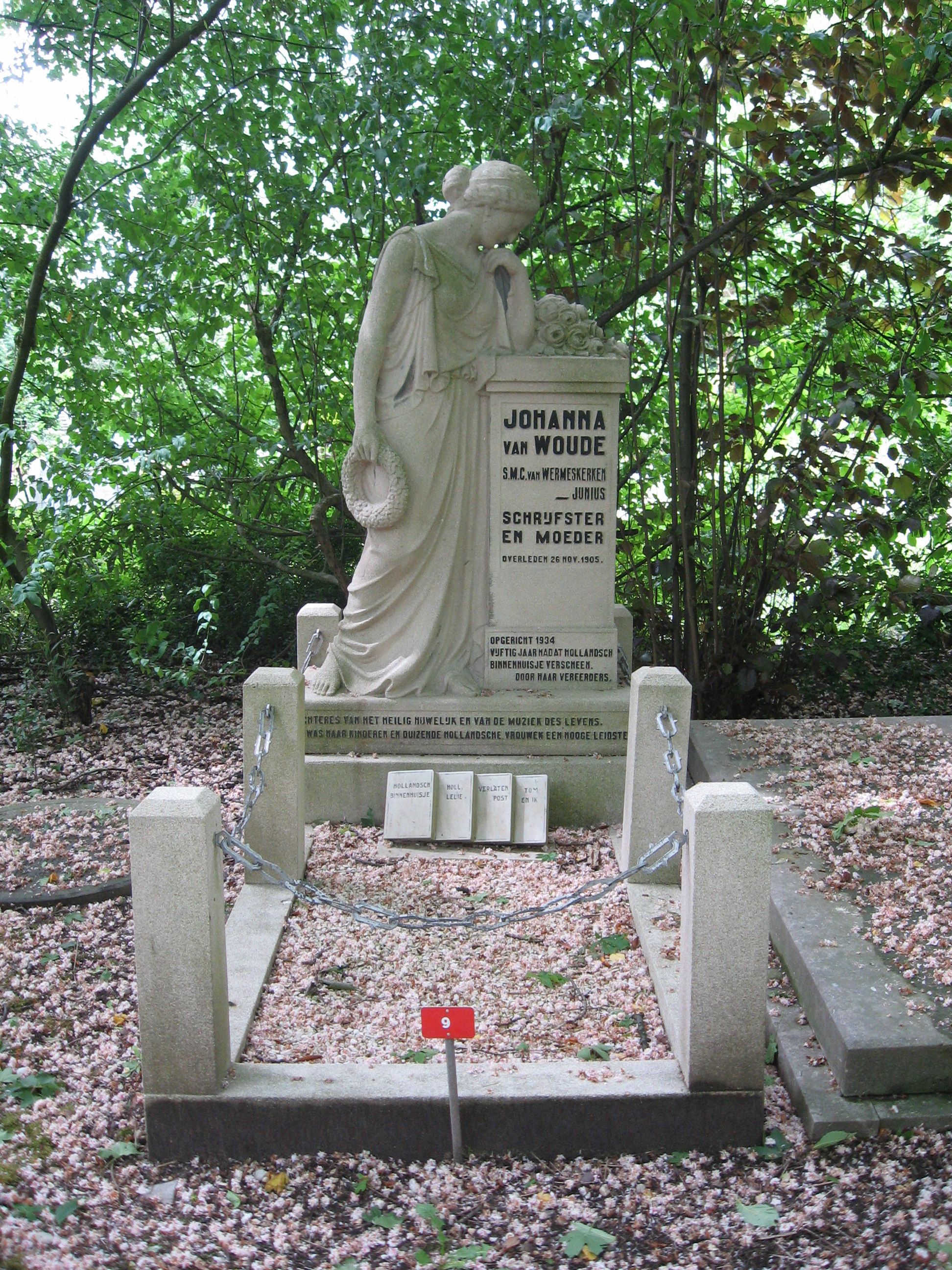
Graf Johanna van Woude
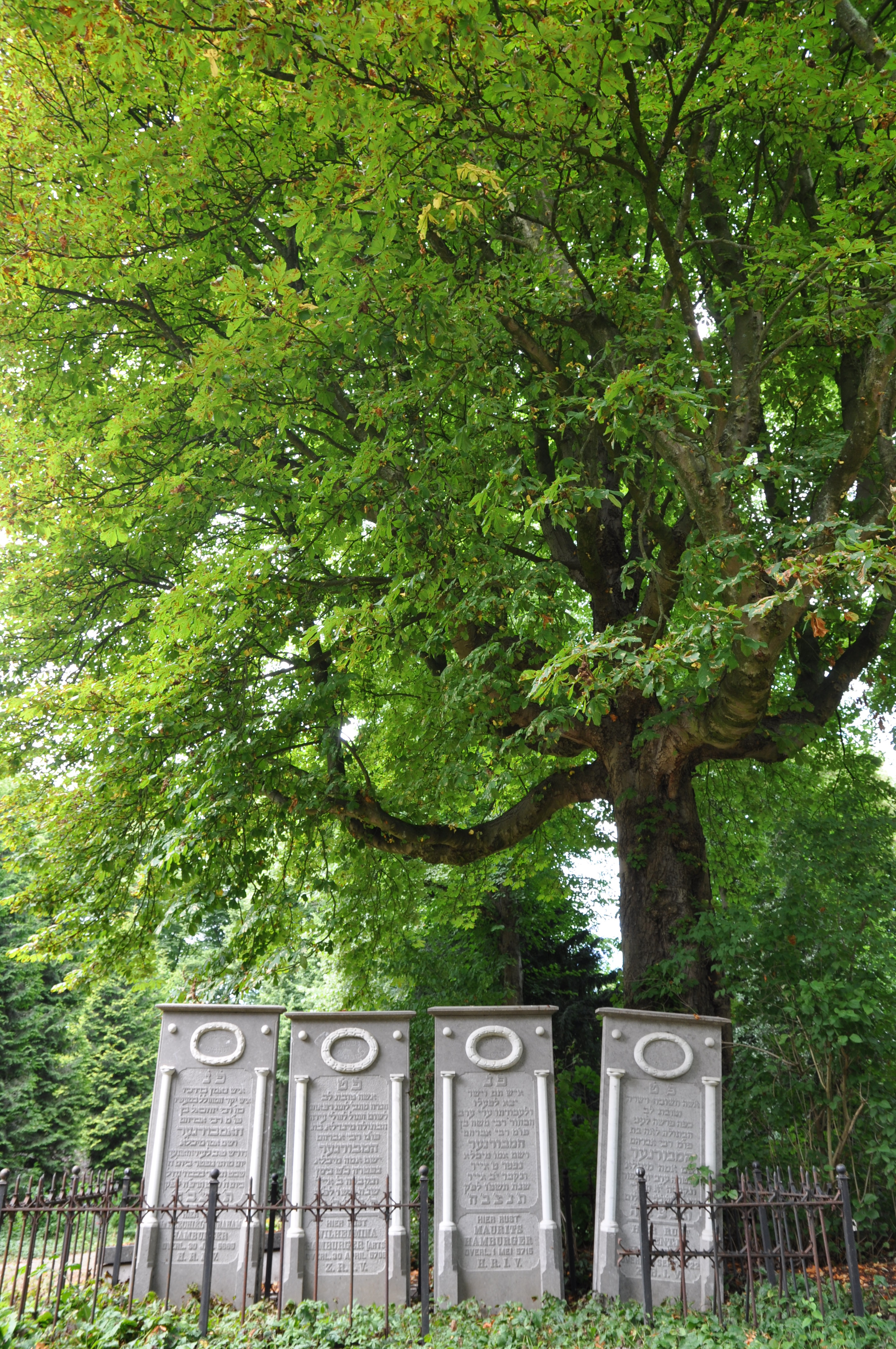
Familiegraf Hamburger
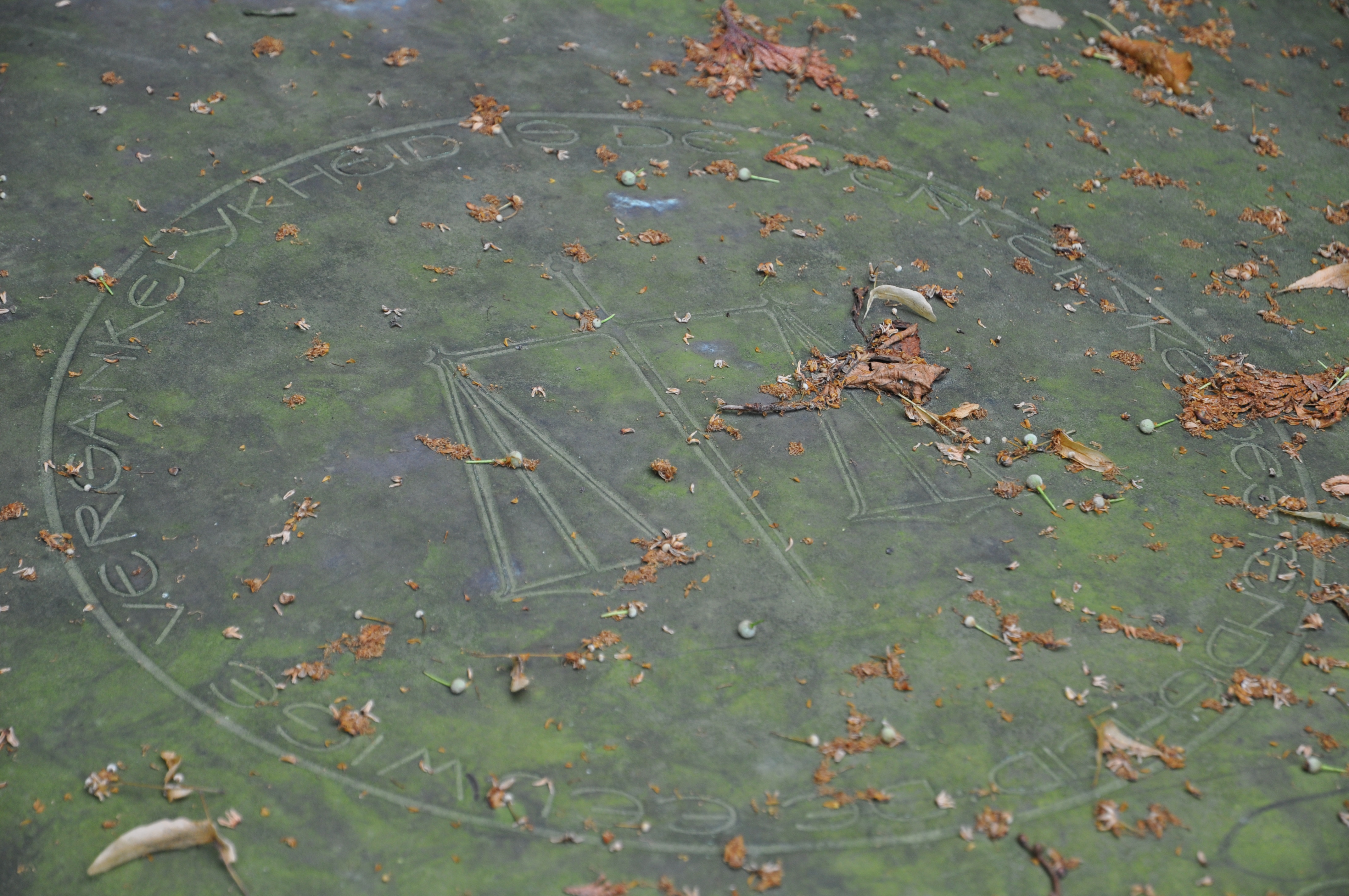
Detail van het graf van Anthonie Begeer

Hedendaagse:
Begraafplaats Daelwijck ·
Joodse begraafplaats · 
Kovelswade ·
Begraafplaats Sint Barbara ·
Begraafplaats Soestbergen ·
Begraafplaats Tolsteeg

Niet meer bestaand:
Ellendigenkerkhof